# Abcd
『abcd』（エービーシーディー）は忌野清志郎1枚目のコンピレーション・アルバム。1993年6月16日発売。

## 解説
「パパの歌」（1991年）「パパの手の歌」（1992年）のシングル両面に新曲2曲「鉄人パパ」「さんざんなめにあっても!」を収録した6曲入りのコンピレーション・アルバム。
1991年に清水建設のCFソングとして作られた「パパの歌」のヒットにより1993年まで、糸井重里・忌野清志郎コンビで楽曲が作られた。
「パパの歌」「パパの手の歌」のシングル両面4曲は新たにリミックスされている。ブックレットは川崎徹による絵本になっており、糸井重里が監修。
初版CDの抽選特典で忌野の朗読CDが進呈された。

## 収録曲
- 全作詞：糸井重里　作曲：忌野清志郎

1. 鉄人パパ
2. パパの歌
3. 犬の子
4. パパの手の歌
5. カラス カラス
6. さんざんなめにあっても!

## 演奏
- トーサンズ（忌野清志郎、浜口茂外也）
  - パパの歌
  - 犬の子
- 忌野清志郎 & THE 2・3'S
  - パパの手の歌
  - カラス カラス
- THE 2・3'S
  - 鉄人パパ
  - さんざんなめにあっても!